# Hydra (komiks)

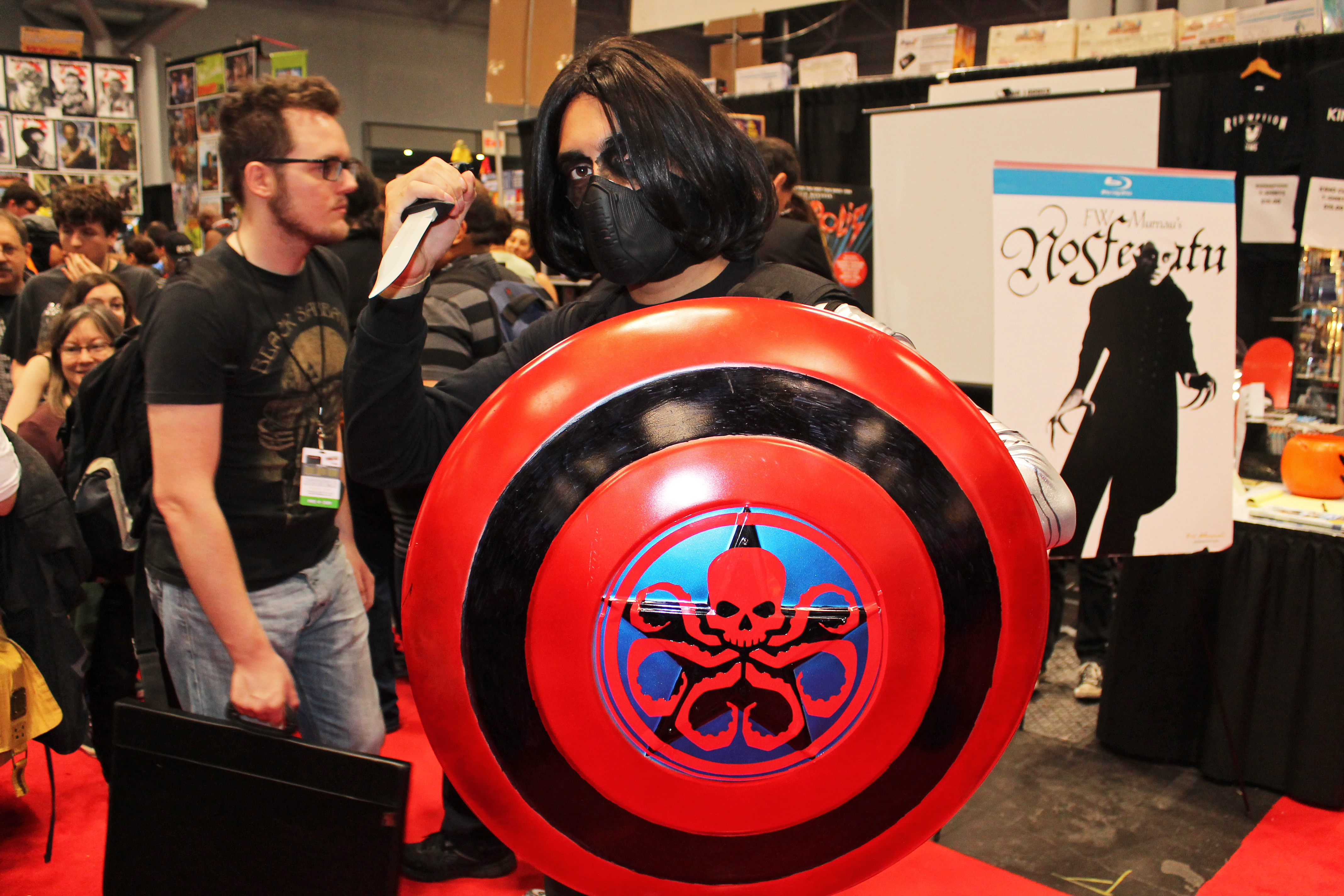
Colsplayer agenta Hydry na komiksové akci

Hydra je fiktivní teroristická organizace, která se objevuje v amerických komiksech Marvel Comics. Objevuje se také v MCU filmech. Byla vytvořena autory Stanem Leem a Jackem Kirbym, poprvé se objevila v komiksu Strange Tales č. 135 (1965).
Motto organizace odkazuje na mýtus o Hydře a uvádí, že „je-li odříznuta hlava, nahradí ji dvě další“, uvádějící jejich odolnost a rostoucí sílu tváří v tvář odporu. Původně nacistická organizace vedená Red Skullem během druhé světové války se proměnila na neonacistický mezinárodní zločinecký syndikát barona Wolfganga von Struckera, jakmile získal kontrolu. Tato organizace je jednou z opakujících se hrozeb, kterým čelí superhrdinové Marvel Universa a organizace S.H.I.E.L.D., kteří pravidelně zmařují plány Hydry.